# Coscinium
Coscinium é um género botânico pertencente à família Menispermaceae.

## Espécies
- Coscinium blumeanum
- Coscinium colaniae
- Coscinium fenestratum
- Coscinium maingayi
- Coscinium miosepalum
- Coscinium peltatum
- Coscinium usitatum
- Coscinium wallichianum
- Coscinium wightianum

1. ↑  «Coscinium — World Flora Online». www.worldfloraonline.org. Consultado em 19 de agosto de 2020